# إيمان غريفيث
إيمان غريفيث هو لاعب كرة قدم سورينامي، ولد في 2 ديسمبر 2001.